# Andrew Fifita
Pour les articles homonymes, voir Fifita.

a Compétitions nationales et continentales officielles uniquement.

b Matchs officiels uniquement.
Andrew Fifita, né le 20 juin 1989 à Griffith (Australie), est un joueur australien de rugby à XIII d'origine tongienne évoluant au poste de pilier ou deuxième ligne. Il fait ses débuts professionnels en National Rugby League avec la franchise des Wests Tigers en 2010. Il revêt d'abord le maillot de la sélection des Tonga avant de revêtir celui de l'Australie avec laquelle il dispute la Coupe du monde 2013. En 2012, il signe aux Cronulla Sharks y connaissant des participations aux State of Origin et au City vs Country Origin.

## Palmarès
- Individuel :
  - Élu meilleur pilier de la National Rugby League : 2018 (Cronulla-Sutherland).